# Gerhard Röbbelen
Gerhard P. K. Röbbelen (* 10. Mai 1929 in Bremen; † 1. August 2024 in Göttingen) war ein deutscher Agrarwissenschaftler und Hochschullehrer.

## Werdegang
Gerhard Röbbelen studierte Landwirtschaft an der Universität Göttingen und Biologie an der Universität Freiburg. 1956 wurde er in Freiburg bei Friedrich Oehlkers zum Dr. rer. nat. promoviert und 1961 in Göttingen für das Fachgebiet „angewandte Genetik und Pflanzenzüchtung“ habilitiert. 1966 bis 1967 arbeitete er im zytogenetischen Labor in Columbia, Missouri. Ab 1967 lehrte er am Institut für Pflanzenbau und Pflanzenzüchtung der Universität Göttingen. Von 1970 bis zu seiner Emeritierung 1994 war er als Nachfolger von Arnold Scheibe Direktor dieses Instituts.
Ein besonderer Schwerpunkt seiner Tätigkeit war die Rapsforschung; sein bekanntester Kollege und Mitarbeiter dabei war Werner Thies.
Gerhard Röbbelen war von 1968 bis 1970 Präsident der Gesellschaft für Genetik, von 1986 bis 1989 Präsident der Europäischen Gesellschaft für Züchtungsforschung, von 1989 bis 1991 Präsident der Deutschen Gesellschaft für Fettwissenschaft und von 1991 bis 1996 Präsident der Gesellschaft für Pflanzenzüchtung. Er war Mitglied der Akademie der Wissenschaften zu Göttingen und der Leopoldina (seit 1990).
Röbbelen war zudem Ehrendoktor der Universität Kiel, der Universität Halle-Wittenberg und der Mendel-Universität Brünn und seit 2001 Träger des Bundesverdienstkreuzes 1. Klasse.
Er gab das „Biographische Lexikon zur Geschichte der Pflanzenzüchtung“ heraus (1. Folge 2000, 362 S.; 2. Folge 2002, 392 S. und 3. Folge 2004, 268 S.). Die 2. Auflage erschien 2009 in zwei Bänden (1086 S.).
Gerhard Röbbelen starb im Jahr 2024 im Alter von 95 Jahren.